# Dark Is the Way, Light Is a Place
Dark Is the Way, Light Is a Place è il quinto album in studio del gruppo musicale alternative rock statunitense Anberlin, pubblicato nel 2010.

## Tracce
1. We Owe This to Ourselves – 3:12
2. Impossible – 4:03
3. Take Me (As You Found Me) – 4:12
4. Closer – 3:46
5. You Belong Here – 4:22
6. Pray Tell – 3:47
7. The Art of War – 4:43
8. To the Wolves – 3:31
9. Down – 4:05
10. Depraved – 5:23

## Formazione
- Stephen Christian - voce
- Joseph Milligan - chitarra, tastiere
- Christian McAlhaney - chitarra, tastiere
- Nathan Young - batteria
- Deon Rexroat - basso
- Brendan O'Brien - produzione, tastiere

## Classifiche
| Classifica (2010)           | Posizione raggiunta |
| --------------------------- | ------------------- |
| Stati Uniti (Billboard 200) | 9                   |